# Teatro Terry
El Teatro Terry es el más importante teatro de la ciudad de Cienfuegos, en el centro sur de Cuba. 

## Introducción
El Teatro Terry fue construido en 1890 y es uno de los Ocho Grandes Teatros de la Cuba Colonial, junto al Teatro de la Marina de Santiago de Cuba [1823], el Tacón de La Habana [1838], el Milanés de Pinar del Río [1839], el Brunet de Trinidad [1840], el Principal de Camagüey [1850], el Sauto de Matanzas [1863] y el Teatro La Caridad de Santa Clara [1885]. 

## Historia
El Teatro Tomás Terry, Monumento Nacional, se encuentra ubicado en el centro histórico urbano cienfueguero, frente al céntrico Parque Martí, esquina a la avenida 56 y calle 27. 
Se nombra así en honor al acaudalado cienfueguero Tomás Terry, quien fue una figura fundamental en su concepción, pero falleció antes de que el teatro fuera construido. El teatro comenzó a construirse en diciembre de 1887 y fue inaugurado el 12 de febrero de 1890. 
Su tipología se corresponde con la del llamado coliseo "a la italiana", que se desarrolla en una sala con forma de herradura, donde el público se sitúa en cuatro niveles, pero siempre en relación frontal al espectáculo que se ofrece en el escenario.
Por sus escenarios han desfilado artistas nacionales e internacionales como Sarah Bernhardt, Enrico Caruso, Ana Pávlova, Jorge Negrete, Alicia Alonso, Joan Manuel Serrat, Antonio Gades, Ernesto Lecuona, Rosita Fornés, Silvio Rodríguez, Luisa Martínez Casado y Arquímedes Pous, entre otros.